# Trichogramma arcanum
Trichogramma arcanum är en stekelart som beskrevs av Pinto 1999. Trichogramma arcanum ingår i släktet Trichogramma, och familjen hårstrimsteklar. Arten är reproducerande i Sverige.